# Raising Hell (vídeo)
| Críticas profissionais | Críticas profissionais |
| Avaliações da crítica  | Avaliações da crítica  |
| Fonte                  | Avaliação              |
| ---------------------- | ---------------------- |
| Allmusic               | [ 2 ]                  |

Raising Hell é um álbum de vídeo da banda britânica de heavy metal Iron Maiden, lançado em VHS em 1994 e relançado em DVD em 2000.
O vídeo traz o registro do último show do vocalista Bruce Dickinson em sua primeira passagem pela banda, realizado no dia 28 de Agosto de 1993 no Pinewood Studios em Londres, Inglaterra, e televisionado ao vivo através de pay-per-view para a América. Dickinson retornaria ao grupo em 1999, junto ao guitarrista Adrian Smith (substituído em 1989 por Janick Gers, que segue no grupo até hoje ao lado de Smith e do também guitarrista Dave Murray).

## Faixas
1. "Be Quick or Be Dead"
2. "The Trooper"
3. "The Evil That Men Do"
4. "The Clairvoyant"
5. "Hallowed Be Thy Name"
6. "Wrathchild"
7. "Transylvania"
8. "From Here to Eternity"
9. "Fear of the Dark"
10. "The Number of the Beast"
11. "Bring Your Daughter... to the Slaughter"
12. "2 Minutes to Midnight"
13. "Afraid to Shoot Strangers"
14. "Heaven Can Wait"
15. "Sanctuary"
16. "Run to the Hills"
17. "Iron Maiden"

## Formação
- Bruce Dickinson - Vocais
- Dave Murray - Guitarra
- Janick Gers - Guitarra
- Steve Harris - Baixo
- Nicko McBrain - Bateria